# Middle East Report
Middle East Report es una revista científica publicada por el Middle East Research and Information Project con sede en Washington D. C.
Comenzó en 1973 como una publicación irregular titulada MERIP Reports. Actualmente, algunos de sus artículos son accesibles gratuitamente on-line y otros lo son previa suscripción paga que cubre las ediciones on-line e impresa. Joe Stork, activista de Human Rights Watch, fue editor en jefe de la revista hasta 1995.